# ESPN 와일드 월드 오브 스포츠 콤플렉스
ESPN 와일드 월드 오브 스포츠 콤플렉스(ESPN Wide World of Sports Complex)은 미국의 다목적 경기장이다. 플로리다주 레이크 부에나 비스타에 위치하고 있으며 과거 USL 올랜도 시티 SC의 홈 경기장으로 사용했으면, 2020년 코로나19로 인해 NBA가 여기에서 잔여시즌과 플레이오프를 진행했다.